# ISO 8859-n
ISO 8859-n pontosabban ISO 8859 illetve ISO/IEC 8859, az ISO és az IEC szervezetek egy közös szabványa a 8 bites karakterkódolásra, számítógépes felhasználás céljából. A szabvány több egymástól függetlenül megjelent, és saját kiegészítő számmal rendelkező formában jelent meg, mint például ISO/IEC 8859-1, ISO/IEC 8859-2 stb., de mindegyik önmagában is egy teljes szabvány. 2006-ig 15 része létezik, kivéve a megszüntetett ISO/IEC 8859-12-es szabványt.

## Összefoglalás
Míg a 95 nyomtatható ASCII karakter bitmintái elegendőek a modern angolnak az információcserére, több olyan nyelvnek, amely ugyan latin ábécét használ, szüksége van olyan szimbólumokra, amelyeket az ASCII nem tartalmaz, mint a ß (németben), a ñ (spanyolban) és az å (svédben és más északi nyelvekben). Az ISO 8859 úgy gondolta megoldani ezt a problémát, hogy kihasználja a byte mind a 8 bitjét, ezzel még 128 további karakterhelyet biztosítva.
Az ISO 8859-n csak nyomtatható karakterek kódjait tartalmazza, és úgy tervezték, hogy együtt lehessen használni azokat a vezérlő karakterekkel kódütközés nélkül. Az IANA és a C0 készlete (a 0 és decimális 31 közé eső kódok) a ISO 646 szerint, valamint a C1 készlete (a decimális 127 és 159 közé eső kódok) az ISO 6429 szerint, egy olyan teljes 8 bites kódtáblát kapunk, amelyben a legtöbb, ha nem is minden, byte ki van használva. Ezek a készletek (kódtáblák) az ISO-8859-n-ek, vagy gyakran emlegetik még ezeket MIME néven is. A legtöbb ember az ISO 8859-n kifejezést vagy felcserélhető ISO-8859-n kifejezést használja. Az ISO 8859-11 készlet nagyjából a TIS 620-nak felel meg.

## Karakterek
Az ISO 8859 szabvány tervezésekor a cél az információcsere támogatása volt, nem pedig a tipográfiai minőség elérése; a szabvány nem foglalkozik a betűk tipográfia szempontú minőségével, mint opcionális ligatúrák, hullámos idézőjelek, hullámvonalak stb. Az eredményt, egy jó minőségű nyomtatható karakterkészletet, gyakran tekintik az ASCII vagy az ISO 8859 szabvány egy bővítésének, vagy helyette inkább a Unicode-ot használják.
Ökölszabály szerint, ha a karakter vagy szimbólum nem része egy széles körben elterjedt, adatfeldolgozásnál használt kódkészletnek, vagy nem található a nemzeti nyelv leírására használt billentyűzeten, akkor az nem kerül be a kódtáblába. Ennélfogva az irányított kettős idézőjelek (« és »), amelyet több európai nyelv használ, bekerült a kódtáblába, míg a “ és ” szintén irányított kettős idézőjel nem, annak ellenére, hogy az angol és még néhány nyelv használja. A franciába nem kerültek be az œ és Œ ligatúrák, mivel azokat a 'oe' tökéletesen helyettesíteni tudja. Az Ÿ, amiből kis- és nagybetű is van, szintén kimaradt. Bár ezek a karakterek mégis csak bekerültek később a ISO 8859-15 szabványba, amelyben megjelent az új eurójel karaktere, az „€”. hasonlóképen kimaradtak a holland 'ĳ' és 'Ĳ' betűk, mivel a hollandul beszélők is gyakran írják ezeket a jeleket két betűvel. A románba nem kerültek be a 'Ș/ș' és 'Ț/ț' (vesszővel) betűk, mivel ezek a betűk megfelelnek az 'Ş/ş' és 'Ţ/ţ' (kampóval) betűknek az Unicode Consortium szerint. Bár a betűk a hozzájuk tartozó vesszővel később bekerültek az Unicode szabványba, és így a ISO 8859-16 szabványba is.
A legtöbb ISO 8859 kódkészlet a különböző európai nyelvek igényeinek kielégítésére készült. Vannak azonban a nem latin, hanem saját ábécét használó nyelvek: görög, cirill, héber, arab és thai. A legtöbb kódkészlet csak üres karaktert jelenít meg a héber vagy arab betűk helyett, illetve csak különféle karakterkombinációkkal lehet azokat megjeleníteni. A szabvány nem támogatja a kelet-ázsiai nyelveket (CJK), pontosabban azok képírási rendszerét, mivel ahhoz több ezer jelre lenne szükség. Bár a vietnámi latin betűkön alapul, a 96 hely nem elegendő (csak a különböző hangsúlyokat jelentő karakterkombinációk nélkül) a betűk megjelenítésére. A japán kana jeleket ugyan lehetne egy kódtáblába foglalni, azonban amint a világ sok más ábécéjét, az ISO 8859 ezt sem támogatja.

## Az ISO 8859 részei
Az ISO 8859 a következő részekre osztható:
| Part 1              | Latin-1 nyugat-európai    | Talán az ISO 8859 egyik legbővebb része, lefedi a legtöbb nyugat-európai nyelvet: dán, holland (részben), angol, feröeri, finn (részben), francia (részben), német, izlandi, ír, olasz, norvég, portugál, rétoromán, skót, spanyol és svéd, valamint a kelet-európai albán, illetve az afrikai nyelvek közül az afrikaans és szuahéli. A hiányzó eurójel és a nagy Ÿ a felülvizsgált ISO 8859-15 változatba került. Az IANA által jóváhagyott ISO-8859-1 készletre tekintettel ez az alap kódolása a meglévő HTML dokumentumoknak és azoknak a dokumentumoknak, amelyeket MIME üzenetként továbbítanak. |
| Part 2              | Latin-2 közép-európai     | Támogatja a latin ábécét használó közép- és kelet-európai nyelveket, ideértve a bosnyákot, a lengyelt, a horvátot, a csehet, a szlovákot, a szlovént és a magyart. A hiányzó eurójel az ISO 8859-16 változatban található. |
| Part 3              | Latin-3 dél-európai       | török, máltai és eszperantó. Feleslegessé tette az ISO 8859-9 a törökre és a Unicode az eszperantóra. |
| Part 4              | Latin-4 észak-európai     | észt, lett, litván, grönlandi és számi. |
| Part 5              | latin/cirill              | Lefedi a legtöbb cirill ábécét használó szláv nyelvet, ideértve a beloruszt, a bolgárt, a macedont, az oroszt, a szerbet és az ukránt (részben). |
| Part 6              | latin/arab                | Lefedi a legtöbb arab nyelvhez tartozó karaktert. Nem támogatja az arab írást használó egyéb nyelveket. Szükséges a megjelenítéséhez a BiDi és a kurzív illesztés megvalósítása. |
| Part 7              | latin/görög               | Lefedi a modern görög nyelvet (monotonikus írás). Szintén használható ó-görög írásra, ékezetek nélkül vagy monotonikus írással, de a hiányozni fognak a hangsúlyok politonikus írás. Megtalálhatók viszont a Unicode-ban. |
| Part 8              | latin/héber               | Lefedi a modern héber ábécét amit Izraelben használnak. A gyakorlatban két kódolás létezik, a logikai sorrend szerinti (szükséges a BiDi eljárás a megjelenítéshez) és a vizuális (balról jobbra) sorrend szerinti (a valóságban a bidi feldolgozás és sortörések után). |
| Part 9              | Latin-5 török             | Nagyjából megfelel az ISO 8859-1-nek, a ritkán használt izlandi betűket török betűkkel helyettesítve. Használható még a kurd nyelvre is. |
| Part 10             | Latin-6 északi            | A Latin-4 átrendezése, a északi nyelvek számára hasznos módon. A balti nyelvek a Latin-4 ábécét használják inkább. |
| Part 11             | latin/thai                | Tartalmazza a thai nyelvhez szükséges glifákat. Hasonló a TIS 620-hoz. |
| Nem létezik Part 12 | latin/dévanágari          | Azt a munkát, ami a 8859 dévanágarit lefedő részének kidolgozására folyt, 1997-ben hivatalosan leállították. Az ISCII és a Unicode/ISO/IEC 10646 lefedi a dévanágarit. |
| Part 13             | Latin-7 balti római       | A balti nyelvek által használt és a Latin-4-ből és a Latin-6-ból hiányzó karakterek. |
| Part 14             | Latin-8 kelta             | Lefedi a kelta nyelveket, mint a skót gael és a breton nyelv. |
| Part 15             | Latin-9                   | A 8859-1 felülvizsgálata eltávolított néhány alig használt szimbólumot, és helyettesítette azokat az eurójellel € és a következő betűkkel: Š, š, Ž, ž, Œ, œ és Ÿ, így teljes lett a francia, a finn és az észt. |
| Part 16             | Latin-10 délkelet-európai | A következő nyelvek lefedésére készült: albán, horvát, magyar, olasz, lengyel, román és szlovén, de megfelel a finn, francia, német és ír (új írású) számára is. A fókusz inkább a betűre, mint a szimbólumokra irányult. A pénz jelet az eurójellel helyettesítették. |

1. ↑  Csak a Ĳ/ĳ (IJ betűk) hiányoznak, amelyeket általában I-vel és J-vel helyettesítenek.
2. 1 2  A hiányzó karakterek az ISO 8859-15-ben vannak.
3. ↑  A kis és nagy hosszú ő, ű betűk kivételével az ISO-8859-1 is lefedi a magyart, ekkor a hullámos ö, kalapos ü betűket szokták használni helyettük (õ, û).
4. ↑  A hiányzó Ґ/ґ karakterek 1991-ben kerültek vissza az ukránba.

Az ISO 8859 tervezésekor arra törekedtek, hogy a nyelvek lehetőleg egymás betűit használhassák.

### Tábla
| Bin.     | Okt. | Dec. | Hex. | 1                                            | 2                                            | 3                                            | 4                                            | 5                                            | 6                                            | 7                                            | 8                                            | 9                                            | 10                                           | 11                                          | 13                                          | 14                                          | 15                                          | 16                                          |                                             |
| -------- | ---- | ---- | ---- | -------------------------------------------- | -------------------------------------------- | -------------------------------------------- | -------------------------------------------- | -------------------------------------------- | -------------------------------------------- | -------------------------------------------- | -------------------------------------------- | -------------------------------------------- | -------------------------------------------- | ------------------------------------------- | ------------------------------------------- | ------------------------------------------- | ------------------------------------------- | ------------------------------------------- | ------------------------------------------- |
| 10100000 | 240  | 160  | A0   | Nem törhető szóköz (Non break space – NBSP)  | Nem törhető szóköz (Non break space – NBSP)  | Nem törhető szóköz (Non break space – NBSP)  | Nem törhető szóköz (Non break space – NBSP)  | Nem törhető szóköz (Non break space – NBSP)  | Nem törhető szóköz (Non break space – NBSP)  | Nem törhető szóköz (Non break space – NBSP)  | Nem törhető szóköz (Non break space – NBSP)  | Nem törhető szóköz (Non break space – NBSP)  | Nem törhető szóköz (Non break space – NBSP)  | Nem törhető szóköz (Non break space – NBSP) | Nem törhető szóköz (Non break space – NBSP) | Nem törhető szóköz (Non break space – NBSP) | Nem törhető szóköz (Non break space – NBSP) | Nem törhető szóköz (Non break space – NBSP) | Nem törhető szóköz (Non break space – NBSP) |
| 10100001 | 241  | 161  | A1   | ¡                                            | Ą                                            | Ħ                                            | Ą                                            | Ё                                            |                                              | ‘                                            |                                              | ¡                                            | Ą                                            | ก                                           | ”                                           | Ḃ                                           | ¡                                           | Ą                                           |                                             |
| 10100010 | 242  | 162  | A2   | ¢                                            | ˘                                            | ˘                                            | ĸ                                            | Ђ                                            |                                              | ’                                            | ¢                                            | ¢                                            | Ē                                            | ข                                           | ¢                                           | ḃ                                           | ¢                                           | ą                                           |                                             |
| 10100011 | 243  | 163  | A3   | £                                            | Ł                                            | £                                            | Ŗ                                            | Ѓ                                            |                                              | £                                            | £                                            | £                                            | Ģ                                            | ฃ                                           | £                                           | £                                           | £                                           | Ł                                           |                                             |
| 10100100 | 244  | 164  | A4   | ¤                                            | ¤                                            | ¤                                            | ¤                                            | Є                                            | ¤                                            | €                                            | ¤                                            | ¤                                            | Ī                                            | ค                                           | ¤                                           | Ċ                                           | €                                           | €                                           |                                             |
| 10100101 | 245  | 165  | A5   | ¥                                            | Ľ                                            |                                              | Ĩ                                            | Ѕ                                            |                                              | ₯                                            | ¥                                            | ¥                                            | Ĩ                                            | ฅ                                           | „                                           | ċ                                           | ¥                                           | „                                           |                                             |
| 10100110 | 246  | 166  | A6   | ¦                                            | Ś                                            | Ĥ                                            | Ļ                                            | І                                            |                                              | ¦                                            | ¦                                            | ¦                                            | Ķ                                            | ฆ                                           | ¦                                           | Ḋ                                           | Š                                           | Š                                           |                                             |
| 10100111 | 247  | 167  | A7   | §                                            | §                                            | §                                            | §                                            | Ї                                            |                                              | §                                            | §                                            | §                                            | §                                            | ง                                           | §                                           | §                                           | §                                           | §                                           |                                             |
| 10101000 | 250  | 168  | A8   | ¨                                            | ¨                                            | ¨                                            | ¨                                            | Ј                                            |                                              | ¨                                            | ¨                                            | ¨                                            | Ļ                                            | จ                                           | Ø                                           | Ẁ                                           | š                                           | š                                           |                                             |
| 10101001 | 251  | 169  | A9   | ©                                            | Š                                            | İ                                            | Š                                            | Љ                                            |                                              | ©                                            | ©                                            | ©                                            | Đ                                            | ฉ                                           | ©                                           | ©                                           | ©                                           | ©                                           |                                             |
| 10101010 | 252  | 170  | AA   | ª                                            | Ş                                            | Ş                                            | Ē                                            | Њ                                            |                                              | ͺ                                            | ×                                            | ª                                            | Š                                            | ช                                           | Ŗ                                           | Ẃ                                           | ª                                           | Ș                                           |                                             |
| 10101011 | 253  | 171  | AB   | «                                            | Ť                                            | Ğ                                            | Ģ                                            | Ћ                                            |                                              | «                                            | «                                            | «                                            | Ŧ                                            | ซ                                           | «                                           | ḋ                                           | «                                           | «                                           |                                             |
| 10101100 | 254  | 172  | AC   | ¬                                            | Ź                                            | Ĵ                                            | Ŧ                                            | Ќ                                            | ،                                            | ¬                                            | ¬                                            | ¬                                            | Ž                                            | ฌ                                           | ¬                                           | Ỳ                                           | ¬                                           | Ź                                           |                                             |
| 10101101 | 255  | 173  | AD   | opcionális elválasztójel (SHY – soft hyphen) | opcionális elválasztójel (SHY – soft hyphen) | opcionális elválasztójel (SHY – soft hyphen) | opcionális elválasztójel (SHY – soft hyphen) | opcionális elválasztójel (SHY – soft hyphen) | opcionális elválasztójel (SHY – soft hyphen) | opcionális elválasztójel (SHY – soft hyphen) | opcionális elválasztójel (SHY – soft hyphen) | opcionális elválasztójel (SHY – soft hyphen) | opcionális elválasztójel (SHY – soft hyphen) | ญ                                           | SHY                                         | SHY                                         | SHY                                         | SHY                                         |                                             |
| 10101110 | 256  | 174  | AE   | ®                                            | Ž                                            |                                              | Ž                                            | Ў                                            |                                              |                                              | ®                                            | ®                                            | Ū                                            | ฎ                                           | ®                                           | ®                                           | ®                                           | ź                                           |                                             |
| 10101111 | 257  | 175  | AF   | ¯                                            | Ż                                            | Ż                                            | ¯                                            | Џ                                            |                                              | ―                                            | ¯                                            | ¯                                            | Ŋ                                            | ฏ                                           | Æ                                           | Ÿ                                           | ¯                                           | Ż                                           |                                             |
| 10110000 | 260  | 176  | B0   | °                                            | °                                            | °                                            | °                                            | А                                            |                                              | °                                            | °                                            | °                                            | °                                            | ฐ                                           | °                                           | Ḟ                                           | °                                           | °                                           |                                             |
| 10110001 | 261  | 177  | B1   | ±                                            | ą                                            | ħ                                            | ą                                            | Б                                            |                                              | ±                                            | ±                                            | ±                                            | ą                                            | ฑ                                           | ±                                           | ḟ                                           | ±                                           | ±                                           |                                             |
| 10110010 | 262  | 178  | B2   | ²                                            | ˛                                            | ²                                            | ˛                                            | В                                            |                                              | ²                                            | ²                                            | ²                                            | ē                                            | ฒ                                           | ²                                           | Ġ                                           | ²                                           | Č                                           |                                             |
| 10110011 | 263  | 179  | B3   | ³                                            | ł                                            | ³                                            | ŗ                                            | Г                                            |                                              | ³                                            | ³                                            | ³                                            | ģ                                            | ณ                                           | ³                                           | ġ                                           | ³                                           | ł                                           |                                             |
| 10110100 | 264  | 180  | B4   | ´                                            | ´                                            | ´                                            | ´                                            | Д                                            |                                              | ΄                                            | ´                                            | ´                                            | ī                                            | ด                                           | “                                           | Ṁ                                           | Ž                                           | Ž                                           |                                             |
| 10110101 | 265  | 181  | B5   | µ                                            | ľ                                            | µ                                            | ĩ                                            | Е                                            |                                              | ΅                                            | µ                                            | µ                                            | ĩ                                            | ต                                           | µ                                           | ṁ                                           | µ                                           | ”                                           |                                             |
| 10110110 | 266  | 182  | B6   | ¶                                            | ś                                            | ĥ                                            | ļ                                            | Ж                                            |                                              | Ά                                            | ¶                                            | ¶                                            | ķ                                            | ถ                                           | ¶                                           | ¶                                           | ¶                                           | ¶                                           |                                             |
| 10110111 | 267  | 183  | B7   | ·                                            | ˇ                                            | ·                                            | ˇ                                            | З                                            |                                              | ·                                            | ·                                            | ·                                            | ·                                            | ท                                           | ·                                           | Ṗ                                           | ·                                           | ·                                           |                                             |
| 10111000 | 270  | 184  | B8   | ¸                                            | ¸                                            | ¸                                            | ¸                                            | И                                            |                                              | Έ                                            | ¸                                            | ¸                                            | ļ                                            | ธ                                           | ø                                           | ẁ                                           | ž                                           | ž                                           |                                             |
| 10111001 | 271  | 185  | B9   | ¹                                            | š                                            | ı                                            | š                                            | Й                                            |                                              | Ή                                            | ¹                                            | ¹                                            | đ                                            | น                                           | ¹                                           | ṗ                                           | ¹                                           | č                                           |                                             |
| 10111010 | 272  | 186  | BA   | º                                            | ş                                            | ş                                            | ē                                            | К                                            |                                              | Ί                                            | ÷                                            | º                                            | š                                            | บ                                           | ŗ                                           | ẃ                                           | º                                           | ș                                           |                                             |
| 10111011 | 273  | 187  | BB   | »                                            | ť                                            | ğ                                            | ģ                                            | Л                                            | ؛                                            | »                                            | »                                            | »                                            | ŧ                                            | ป                                           | »                                           | Ṡ                                           | »                                           | »                                           |                                             |
| 10111100 | 274  | 188  | BC   | ¼                                            | ź                                            | ĵ                                            | ŧ                                            | М                                            |                                              | Ό                                            | ¼                                            | ¼                                            | ž                                            | ผ                                           | ¼                                           | ỳ                                           | Œ                                           | Œ                                           |                                             |
| 10111101 | 275  | 189  | BD   | ½                                            | ˝                                            | ½                                            | Ŋ                                            | Н                                            |                                              | ½                                            | ½                                            | ½                                            | ―                                            | ฝ                                           | ½                                           | Ẅ                                           | œ                                           | œ                                           |                                             |
| 10111110 | 276  | 190  | BE   | ¾                                            | ž                                            |                                              | ž                                            | О                                            |                                              | Ύ                                            | ¾                                            | ¾                                            | ū                                            | พ                                           | ¾                                           | ẅ                                           | Ÿ                                           | Ÿ                                           |                                             |
| 10111111 | 277  | 191  | BF   | ¿                                            | ż                                            | ż                                            | ŋ                                            | П                                            | ؟                                            | Ώ                                            |                                              | ¿                                            | ŋ                                            | ฟ                                           | æ                                           | ṡ                                           | ¿                                           | ż                                           |                                             |
| 11000000 | 300  | 192  | C0   | À                                            | Ŕ                                            | À                                            | Ā                                            | Р                                            |                                              | ΐ                                            |                                              | À                                            | Ā                                            | ภ                                           | Ą                                           | À                                           | À                                           | À                                           |                                             |
| 11000001 | 301  | 193  | C1   | Á                                            | Á                                            | Á                                            | Á                                            | С                                            | ء                                            | Α                                            |                                              | Á                                            | Á                                            | ม                                           | Į                                           | Á                                           | Á                                           | Á                                           |                                             |
| 11000010 | 302  | 194  | C2   | Â                                            | Â                                            | Â                                            | Â                                            | Т                                            | آ                                            | Β                                            |                                              | Â                                            | Â                                            | ย                                           | Ā                                           | Â                                           | Â                                           | Â                                           |                                             |
| 11000011 | 303  | 195  | C3   | Ã                                            | Ă                                            |                                              | Ã                                            | У                                            | أ                                            | Γ                                            |                                              | Ã                                            | Ã                                            | ร                                           | Ć                                           | Ã                                           | Ã                                           | Ă                                           |                                             |
| 11000100 | 304  | 196  | C4   | Ä                                            | Ä                                            | Ä                                            | Ä                                            | Ф                                            | ؤ                                            | Δ                                            |                                              | Ä                                            | Ä                                            | ฤ                                           | Ä                                           | Ä                                           | Ä                                           | Ä                                           |                                             |
| 11000101 | 305  | 197  | C5   | Å                                            | Ĺ                                            | Ċ                                            | Å                                            | Х                                            | إ                                            | Ε                                            |                                              | Å                                            | Å                                            | ล                                           | Å                                           | Å                                           | Å                                           | Ć                                           |                                             |
| 11000110 | 306  | 198  | C6   | Æ                                            | Ć                                            | Ĉ                                            | Æ                                            | Ц                                            | ئ                                            | Ζ                                            |                                              | Æ                                            | Æ                                            | ฦ                                           | Ę                                           | Æ                                           | Æ                                           | Æ                                           |                                             |
| 11000111 | 307  | 199  | C7   | Ç                                            | Ç                                            | Ç                                            | Į                                            | Ч                                            | ا                                            | Η                                            |                                              | Ç                                            | Į                                            | ว                                           | Ē                                           | Ç                                           | Ç                                           | Ç                                           |                                             |
| 11001000 | 310  | 200  | C8   | È                                            | Č                                            | È                                            | Č                                            | Ш                                            | ب                                            | Θ                                            |                                              | È                                            | Č                                            | ศ                                           | Č                                           | È                                           | È                                           | È                                           |                                             |
| 11001001 | 311  | 201  | C9   | É                                            | É                                            | É                                            | É                                            | Щ                                            | ة                                            | Ι                                            |                                              | É                                            | É                                            | ษ                                           | É                                           | É                                           | É                                           | É                                           |                                             |
| 11001010 | 312  | 202  | CA   | Ê                                            | Ę                                            | Ê                                            | Ę                                            | Ъ                                            | ت                                            | Κ                                            |                                              | Ê                                            | Ę                                            | ส                                           | Ź                                           | Ê                                           | Ê                                           | Ê                                           |                                             |
| 11001011 | 313  | 203  | CB   | Ë                                            | Ë                                            | Ë                                            | Ë                                            | Ы                                            | ث                                            | Λ                                            |                                              | Ë                                            | Ë                                            | ห                                           | Ė                                           | Ë                                           | Ë                                           | Ë                                           |                                             |
| 11001100 | 314  | 204  | CC   | Ì                                            | Ě                                            | Ì                                            | Ė                                            | Ь                                            | ج                                            | Μ                                            |                                              | Ì                                            | Ė                                            | ฬ                                           | Ģ                                           | Ì                                           | Ì                                           | Ì                                           |                                             |
| 11001101 | 315  | 205  | CD   | Í                                            | Í                                            | Í                                            | Í                                            | Э                                            | ح                                            | Ν                                            |                                              | Í                                            | Í                                            | อ                                           | Ķ                                           | Í                                           | Í                                           | Í                                           |                                             |
| 11001110 | 316  | 206  | CE   | Î                                            | Î                                            | Î                                            | Î                                            | Ю                                            | خ                                            | Ξ                                            |                                              | Î                                            | Î                                            | ฮ                                           | Ī                                           | Î                                           | Î                                           | Î                                           |                                             |
| 11001111 | 317  | 207  | CF   | Ï                                            | Ď                                            | Ï                                            | Ī                                            | Я                                            | د                                            | Ο                                            |                                              | Ï                                            | Ï                                            | ฯ                                           | Ļ                                           | Ï                                           | Ï                                           | Ï                                           |                                             |
| 11010000 | 320  | 208  | D0   | Ð                                            | Đ                                            |                                              | Đ                                            | а                                            | ذ                                            | Π                                            |                                              | Ğ                                            | Ð                                            | ะ                                           | Š                                           | Ŵ                                           | Ð                                           | Ð                                           |                                             |
| 11010001 | 321  | 209  | D1   | Ñ                                            | Ń                                            | Ñ                                            | Ņ                                            | б                                            | ر                                            | Ρ                                            |                                              | Ñ                                            | Ņ                                            | ั                                            | Ń                                           | Ñ                                           | Ñ                                           | Ń                                           |                                             |
| 11010010 | 322  | 210  | D2   | Ò                                            | Ň                                            | Ò                                            | Ō                                            | в                                            | ز                                            |                                              |                                              | Ò                                            | Ō                                            | า                                           | Ņ                                           | Ò                                           | Ò                                           | Ò                                           |                                             |
| 11010011 | 323  | 211  | D3   | Ó                                            | Ó                                            | Ó                                            | Ķ                                            | г                                            | س                                            | Σ                                            |                                              | Ó                                            | Ó                                            | ำ                                           | Ó                                           | Ó                                           | Ó                                           | Ó                                           |                                             |
| 11010100 | 324  | 212  | D4   | Ô                                            | Ô                                            | Ô                                            | Ô                                            | д                                            | ش                                            | Τ                                            |                                              | Ô                                            | Ô                                            | ิ                                            | Ō                                           | Ô                                           | Ô                                           | Ô                                           |                                             |
| 11010101 | 325  | 213  | D5   | Ő                                            | Ő                                            | Ġ                                            | Õ                                            | е                                            | ص                                            | Υ                                            |                                              | Õ                                            | Õ                                            | ี                                            | Ő                                           | Ő                                           | Ő                                           | Ő                                           |                                             |
| 11010110 | 326  | 214  | D6   | Ö                                            | Ö                                            | Ö                                            | Ö                                            | ж                                            | ض                                            | Φ                                            |                                              | Ö                                            | Ö                                            | ึ                                            | Ö                                           | Ö                                           | Ö                                           | Ö                                           |                                             |
| 11010111 | 327  | 215  | D7   | ×                                            | ×                                            | ×                                            | ×                                            | з                                            | ط                                            | Χ                                            |                                              | ×                                            | Ũ                                            | ื                                            | ×                                           | Ṫ                                           | ×                                           | Ś                                           |                                             |
| 11011000 | 330  | 216  | D8   | Ø                                            | Ř                                            | Ĝ                                            | Ø                                            | и                                            | ظ                                            | Ψ                                            |                                              | Ø                                            | Ø                                            | ุ                                            | Ų                                           | Ø                                           | Ø                                           | Ű                                           |                                             |
| 11011001 | 331  | 217  | D9   | Ù                                            | Ů                                            | Ù                                            | Ų                                            | й                                            | ع                                            | Ω                                            |                                              | Ù                                            | Ų                                            | ู                                            | Ł                                           | Ù                                           | Ù                                           | Ù                                           |                                             |
| 11011010 | 332  | 218  | DA   | Ú                                            | Ú                                            | Ú                                            | Ú                                            | к                                            | غ                                            | Ϊ                                            |                                              | Ú                                            | Ú                                            | ฺ                                            | Ś                                           | Ú                                           | Ú                                           | Ú                                           |                                             |
| 11011011 | 333  | 219  | DB   | Û                                            | Ű                                            | Û                                            | Û                                            | л                                            |                                              | Ϋ                                            |                                              | Û                                            | Û                                            |                                             | Ū                                           | Û                                           | Û                                           | Û                                           |                                             |
| 11011100 | 334  | 220  | DC   | Ü                                            | Ü                                            | Ü                                            | Ü                                            | м                                            |                                              | ά                                            |                                              | Ü                                            | Ü                                            |                                             | Ü                                           | Ü                                           | Ü                                           | Ü                                           |                                             |
| 11011101 | 335  | 221  | DD   | Ý                                            | Ý                                            | Ŭ                                            | Ũ                                            | н                                            |                                              | έ                                            |                                              | İ                                            | Ý                                            |                                             | Ż                                           | Ý                                           | Ý                                           | Ę                                           |                                             |
| 11011110 | 336  | 222  | DE   | Þ                                            | Ţ                                            | Ŝ                                            | Ū                                            | о                                            |                                              | ή                                            |                                              | Ş                                            | Þ                                            |                                             | Ž                                           | Ŷ                                           | Þ                                           | Ț                                           |                                             |
| 11011111 | 337  | 223  | DF   | ß                                            | ß                                            | ß                                            | ß                                            | п                                            |                                              | ί                                            | ‗                                            | ß                                            | ß                                            | ฿                                           | ß                                           | ß                                           | ß                                           | ß                                           |                                             |
| 11100000 | 340  | 224  | E0   | à                                            | ŕ                                            | à                                            | ā                                            | р                                            | ـ                                            | ΰ                                            | א                                            | à                                            | ā                                            | เ                                           | ą                                           | à                                           | à                                           | à                                           |                                             |
| 11100001 | 341  | 225  | E1   | á                                            | á                                            | á                                            | á                                            | с                                            | ف                                            | α                                            | ב                                            | á                                            | á                                            | แ                                           | į                                           | á                                           | á                                           | á                                           |                                             |
| 11100010 | 342  | 226  | E2   | â                                            | â                                            | â                                            | â                                            | т                                            | ق                                            | β                                            | ג                                            | â                                            | â                                            | โ                                           | ā                                           | â                                           | â                                           | â                                           |                                             |
| 11100011 | 343  | 227  | E3   | ã                                            | ă                                            |                                              | ã                                            | у                                            | ك                                            | γ                                            | ד                                            | ã                                            | ã                                            | ใ                                           | ć                                           | ã                                           | ã                                           | ă                                           |                                             |
| 11100100 | 344  | 228  | E4   | ä                                            | ä                                            | ä                                            | ä                                            | ф                                            | ل                                            | δ                                            | ה                                            | ä                                            | ä                                            | ไ                                           | ä                                           | ä                                           | ä                                           | ä                                           |                                             |
| 11100101 | 345  | 229  | E5   | å                                            | ĺ                                            | ċ                                            | å                                            | х                                            | م                                            | ε                                            | ו                                            | å                                            | å                                            | ๅ                                           | å                                           | å                                           | å                                           | ć                                           |                                             |
| 11100110 | 346  | 230  | E6   | æ                                            | ć                                            | ĉ                                            | æ                                            | ц                                            | ن                                            | ζ                                            | ז                                            | æ                                            | æ                                            | ๆ                                           | ę                                           | æ                                           | æ                                           | æ                                           |                                             |
| 11100111 | 347  | 231  | E7   | ç                                            | ç                                            | ç                                            | į                                            | ч                                            | ه                                            | η                                            | ח                                            | ç                                            | į                                            | ็                                            | ē                                           | ç                                           | ç                                           | ç                                           |                                             |
| 11101000 | 350  | 232  | E8   | è                                            | č                                            | è                                            | č                                            | ш                                            | و                                            | θ                                            | ט                                            | è                                            | č                                            | ่                                            | č                                           | è                                           | è                                           | è                                           |                                             |
| 11101001 | 351  | 233  | E9   | é                                            | é                                            | é                                            | é                                            | щ                                            | ى                                            | ι                                            | י                                            | é                                            | é                                            | ้                                            | é                                           | é                                           | é                                           | é                                           |                                             |
| 11101010 | 352  | 234  | EA   | ê                                            | ę                                            | ê                                            | ę                                            | ъ                                            | ي                                            | κ                                            | ך                                            | ê                                            | ę                                            | ๊                                            | ź                                           | ê                                           | ê                                           | ê                                           |                                             |
| 11101011 | 353  | 235  | EB   | ë                                            | ë                                            | ë                                            | ë                                            | ы                                            | ً                                             | λ                                            | כ                                            | ë                                            | ë                                            | ๋                                            | ė                                           | ë                                           | ë                                           | ë                                           |                                             |
| 11101100 | 354  | 236  | EC   | ì                                            | ě                                            | ì                                            | ė                                            | ь                                            | ٌ                                             | μ                                            | ל                                            | ì                                            | ė                                            | ์                                            | ģ                                           | ì                                           | ì                                           | ì                                           |                                             |
| 11101101 | 355  | 237  | ED   | í                                            | í                                            | í                                            | í                                            | э                                            | ٍ                                             | ν                                            | ם                                            | í                                            | í                                            | ํ                                            | ķ                                           | í                                           | í                                           | í                                           |                                             |
| 11101110 | 356  | 238  | EE   | î                                            | î                                            | î                                            | î                                            | ю                                            | َ                                             | ξ                                            | מ                                            | î                                            | î                                            | ๎                                            | ī                                           | î                                           | î                                           | î                                           |                                             |
| 11101111 | 357  | 239  | EF   | ï                                            | ď                                            | ï                                            | ī                                            | я                                            | ُ                                             | ο                                            | ן                                            | ï                                            | ï                                            | ๏                                           | ļ                                           | ï                                           | ï                                           | ï                                           |                                             |
| 11110000 | 360  | 240  | F0   | ð                                            | đ                                            |                                              | đ                                            | ȑ                                            | ِ                                             | π                                            | נ                                            | ğ                                            | ð                                            | ๐                                           | š                                           | ŵ                                           | ð                                           | đ                                           |                                             |
| 11110001 | 361  | 241  | F1   | ñ                                            | ń                                            | ñ                                            | ņ                                            | ё                                            | ّ                                             | ρ                                            | ס                                            | ñ                                            | ņ                                            | ๑                                           | ń                                           | ñ                                           | ñ                                           | ń                                           |                                             |
| 11110010 | 362  | 242  | F2   | ò                                            | ň                                            | ò                                            | ō                                            | ђ                                            | ْ                                             | ς                                            | ע                                            | ò                                            | ō                                            | ๒                                           | ņ                                           | ò                                           | ò                                           | ò                                           |                                             |
| 11110011 | 363  | 243  | F3   | ó                                            | ó                                            | ó                                            | ķ                                            | ѓ                                            |                                              | σ                                            | ף                                            | ó                                            | ó                                            | ๓                                           | ó                                           | ó                                           | ó                                           | ó                                           |                                             |
| 11110100 | 364  | 244  | F4   | ô                                            | ô                                            | ô                                            | ô                                            | є                                            |                                              | τ                                            | פ                                            | ô                                            | ô                                            | ๔                                           | ō                                           | ô                                           | ô                                           | ô                                           |                                             |
| 11110101 | 365  | 245  | F5   | ő                                            | ő                                            | ġ                                            | õ                                            | ѕ                                            |                                              | υ                                            | ץ                                            | õ                                            | õ                                            | ๕                                           | ő                                           | ő                                           | ő                                           | ő                                           |                                             |
| 11110110 | 366  | 246  | F6   | ö                                            | ö                                            | ö                                            | ö                                            | і                                            |                                              | φ                                            | צ                                            | ö                                            | ö                                            | ๖                                           | ö                                           | ö                                           | ö                                           | ö                                           |                                             |
| 11110111 | 367  | 247  | F7   | ÷                                            | ÷                                            | ÷                                            | ÷                                            | ї                                            |                                              | χ                                            | ק                                            | ÷                                            | ũ                                            | ๗                                           | ÷                                           | ṫ                                           | ÷                                           | ś                                           |                                             |
| 11111000 | 370  | 248  | F8   | ø                                            | ř                                            | ĝ                                            | ø                                            | ј                                            |                                              | ψ                                            | ר                                            | ø                                            | ø                                            | ๘                                           | ų                                           | ø                                           | ø                                           | ű                                           |                                             |
| 11111001 | 371  | 249  | F9   | ù                                            | ů                                            | ù                                            | ų                                            | љ                                            |                                              | ω                                            | ש                                            | ù                                            | ų                                            | ๙                                           | ł                                           | ù                                           | ù                                           | ù                                           |                                             |
| 11111010 | 372  | 250  | FA   | ú                                            | ú                                            | ú                                            | ú                                            | њ                                            |                                              | ϊ                                            | ת                                            | ú                                            | ú                                            | ๚                                           | ś                                           | ú                                           | ú                                           | ú                                           |                                             |
| 11111011 | 373  | 251  | FB   | û                                            | ű                                            | û                                            | û                                            | ћ                                            |                                              | ϋ                                            |                                              | û                                            | û                                            | ๛                                           | ū                                           | û                                           | û                                           | û                                           |                                             |
| 11111100 | 374  | 252  | FC   | ü                                            | ü                                            | ü                                            | ü                                            | ќ                                            |                                              | ό                                            |                                              | ü                                            | ü                                            |                                             | ü                                           | ü                                           | ü                                           | ü                                           |                                             |
| 11111101 | 375  | 253  | FD   | ý                                            | ý                                            | ŭ                                            | ũ                                            | §                                            |                                              | ύ                                            | LRM                                          | ı                                            | ý                                            |                                             | ż                                           | ý                                           | ý                                           | ę                                           |                                             |
| 11111110 | 376  | 254  | FE   | þ                                            | ţ                                            | ŝ                                            | ū                                            | ў                                            |                                              | ώ                                            | RLM                                          | ş                                            | þ                                            |                                             | ž                                           | ŷ                                           | þ                                           | ț                                           |                                             |
| 11111111 | 377  | 255  | FF   | ÿ                                            | ˙                                            | ˙                                            | ˙                                            | џ                                            |                                              |                                              |                                              | ÿ                                            | ĸ                                            |                                             | ’                                           | ÿ                                           | ÿ                                           | ÿ                                           |                                             |

A 0xA0 helyen minden esetben nem törhető szóköz, a 0xAD pozíción az opcionáli elválasztójel van, amelyek csak sortöréskor látszanak. Az egyéb üres helyek vagy nem használtak, vagy a rendszer nem képes megjeleníteni azokat.
Léteznek az új bővítések ISO/IEC 8859-7:2003 és az ISO/IEC 8859-8:1999 változatok. LRM (left-to-right-mark) a balról jobbra jelző (U+200E) és RLM (right-to-left-mark) a jobbról balra jelző (U+200F).

## Fejlesztési állapot
Az ISO/IEC 8859 szabványt az ISO/IEC 1-es közös technikai bizottságának – Joined Technical Committee 1, 2-es albizottsága -Subcommittee 2, 3-as munkacsoportja – Working Group 3 (ISO/IEC JTC 1/SC 2/WG 3) tartja karban. 2004 júniusában a 3-as munkacsoport felbomlott, így a karbantartást a 2-es albizottság végzi. A szabvány aktuálisan nincsen naprakész állapotban, mivel a albizottság és amunkacsoport maradéka inkább a ISO/IEC 10646 szabvány fejlesztésére koncentrál.

## Referenciák (angol nyelven)
- Az ISO/IEC 8859 nyilvános változatainak minden része szabadon hozzáférhető a következő forrásokból:
  - ISO catalogue site és
  - ANSI eStandards Store Archiválva 2005. január 16-i dátummal a Wayback Machine-ben.
- PDF versions of the final drafts of some parts of ISO/IEC 8859 as submitted for review & publication by ISO/IEC JTC 1/SC 2/WG 3 are available at the WG 3 web site:
  - ISO/IEC 8859-1:1998 – 8-bit single-byte coded graphic character sets, Part 1: Latin alphabet No. 1 (draft dated February 12 1998, published April 15 1998)
  - ISO/IEC 8859-4:1998 – 8-bit single-byte coded graphic character sets, Part 4: Latin alphabet No. 4 (draft dated February 12 1998, published July 1 1998)
  - ISO/IEC 8859-7:1999 – 8-bit single-byte coded graphic character sets, Part 7: Latin/Greek alphabet (draft dated June 10 1999; superseded by ISO/IEC 8859-7:2003, published October 10 2003)
  - ISO/IEC 8859-10:1998 – 8-bit single-byte coded graphic character sets, Part 10: Latin alphabet No. 6 (draft dated February 12 1998, published July 15 1998)
  - ISO/IEC 8859-11:1999 – 8-bit single-byte coded graphic character sets, Part 11: Latin/Thai character set (draft dated June 22 1999; superseded by ISO/IEC 8859-11:2001, published 15 December 2001)
  - ISO/IEC 8859-13:1998 – 8-bit single-byte coded graphic character sets, Part 13: Latin alphabet No. 7 (draft dated April 15 1998, published October 15 1998)
  - ISO/IEC 8859-15:1998 – 8-bit single-byte coded graphic character sets, Part 15: Latin alphabet No. 9 (draft dated August 1 1997; superseded by ISO/IEC 8859-15:1999, published March 15 1999)
  - ISO/IEC 8859-16:2000 – 8-bit single-byte coded graphic character sets, Part 16: Latin alphabet No. 10 (draft dated November 15. 1999; superseded by ISO/IEC 8859-16:2001, published July 15 2001)
- European Computer Manufacturers Association|ECMA standards, which in intent correspond exactly to the ISO/IEC 8859 character set standards, can be found at:
  - Standard ECMA-94: 8-Bit Single Byte Coded Graphic Character Sets – Latin Alphabets No. 1 to No. 4 2nd edition (June 1986)
  - Standard ECMA-113: 8-Bit Single-Byte Coded Graphic Character Sets – Latin/Cyrillic Alphabet 3rd edition (December 1999)
  - Standard ECMA-114: 8-Bit Single-Byte Coded Graphic Character Sets – Latin/Arabic Alphabet 2nd edition (December 2000)
  - Standard ECMA-118: 8-Bit Single-Byte Coded Graphic Character Sets – Latin/Greek Alphabet (December 1986)
  - Standard ECMA-121: 8-Bit Single-Byte Coded Graphic Character Sets – Latin/Hebrew Alphabet 2nd edition (December 2000)
  - Standard ECMA-128: 8-Bit Single-Byte Coded Graphic Character Sets – Latin Alphabet No. 5 2nd edition (December 1999)
  - Standard ECMA-144: 8-Bit Single-Byte Coded Character Sets – Latin Alphabet No. 6 3rd edition (December 2000)
- ISO/IEC 8859-1 to Unicode mapping tables as plain text files are at the Unicode FTP site.
- Informal descriptions and code charts for most ISO 8859 standards are available in ISO 8859 Alphabet Soup (Mirror)